# Quaich

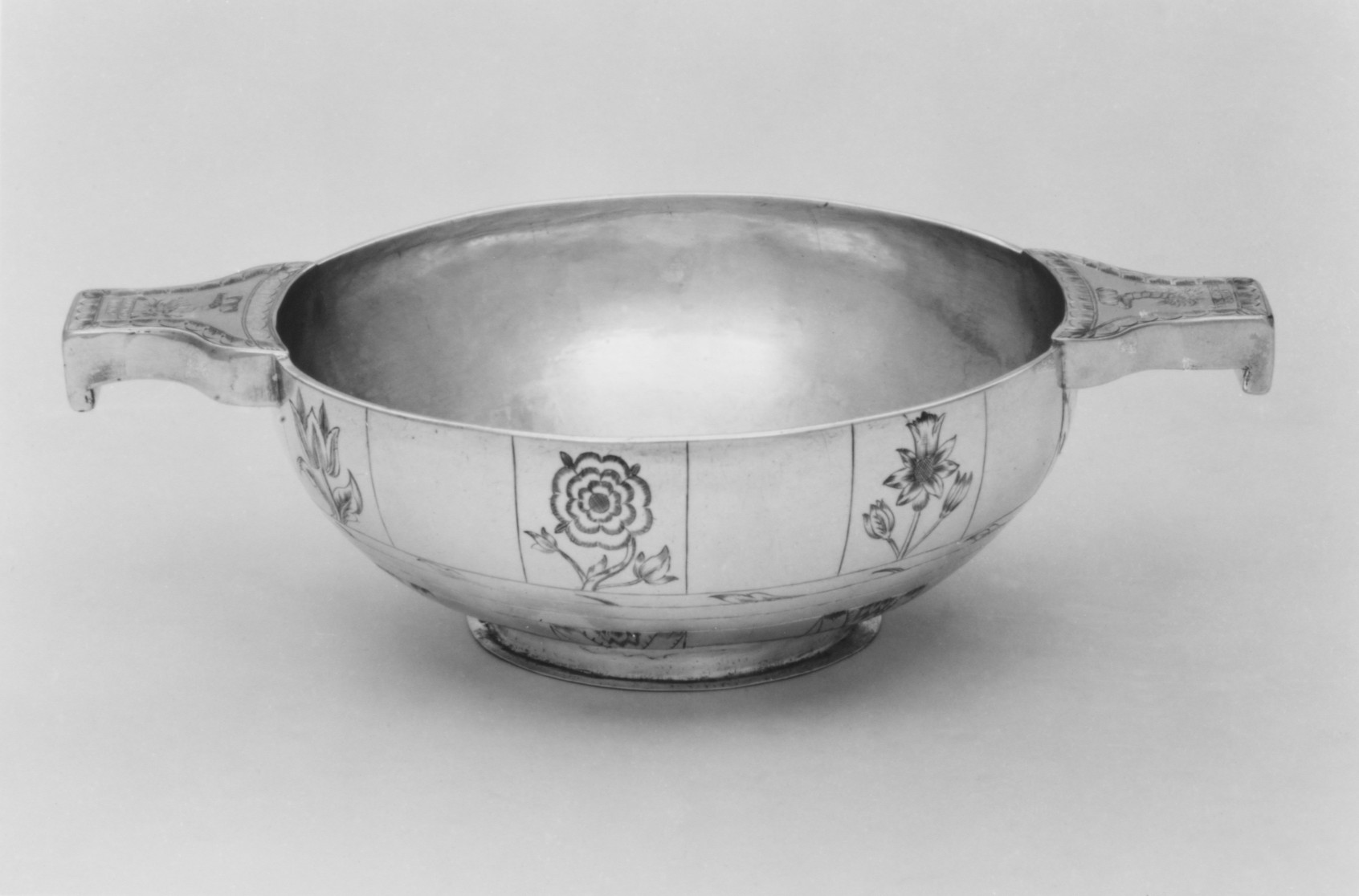
«Quaich» de plata

Quaich es un recipiente en forma de cuenco poco profundo. Su nombre procede de «cuach», término gaélico escocés que significa copa. Originado en las Altas Tierras de Escocia, se popularizaron a partir del siglo xvii en Edimburgo y Glasgow, como obra de los gremios de plateros de Inverness y Perth. 
El origen del «quaich» pudieron ser los cuencos con dos asas y bañados en plata usados como recipiente para sangrías durante el siglo XVII en Inglaterra y los Países Bajos. Otras fuentes sugieren que la forma de la vasija proviene de la concha de una vieira. Lo cierto es que su nombre se documenta en poemas de James Macpherson sobre traducciones de Ossian, hijo de Fion Mac cumhaill. Por su parte, Richard L. McCleneahan, coleccionista americano, sugiere que el «quaich» deriva de la copa medieval anglosajona «mazer». También se le ha relacionado con las vasijas de madera procedentes en época medieval de los Países Bálticos, y con recipientes similares de Irlanda, Noruega,  Suecia, así como el «kuksa» de una sola asa usado por los Sami.
El «quaich» tradicional está hecho de madera virgen de varios tonos, anclada con cintas o franjas de sauce y plata. Pueden presentar de dos a cuatro asas. Se conservan ejemplares hechos con un solo trozo de madera, y algunos curiosos «quaich» con forma de ola. También se han fabricado en piedra, latón, peltre, cuerno y plata (algunos de ellos con valor conmemorativo eran entregados como premios o regalos). Un ejemplo actual sería el trofeo de rugby Centenary Quaich.
Algunos lujosos ejemplares tienen una especie de pie de copa de cristal (que
permitía al que estaba bebiendo poder vigilar a los otros bebedores. También había modelos con base de cristal doble para esconder un mechón de pelo, como el que en 1859, el rey Jacobo I de Inglaterra y VI de Escocia regaló a Ana de Dinamarca como regalo de boda. Otro ejemplar histórico fue el coleccionado por el escritor Walter Scott. Ya en el siglo xxi, durante los Juegos de la Mancomunidad de 2014 en Glasgow, se regalaron ejemplares de madera diseñados por Paul Hodgkiss.